# Temporada 1999-2000 de los Charlotte Hornets
La temporada 1999-2000 fue la duodécima de los Charlotte Hornets en la NBA. La temporada regular acabó con 49 victorias y 33 derrotas, ocupando el cuarto puesto de la conferencia Este, clasificándose para los playoffs, en los que cayeron en primera ronda ante los Philadelphia 76ers.

## Elecciones en elDraft
| Ronda | Puesto | Jugador     | Posición | Nacionalidad   | Universidad |
| ----- | ------ | ----------- | -------- | -------------- | ----------- |
| 1     | 3      | Baron Davis | Base     | Estados Unidos | UCLA        |
| 2     | 43     | Lee Nailon  | Alero    | Estados Unidos | TCU         |

## Temporada regular
| División Central    | División Central | División Central | División Central | División Central | División Central | División Central | División Central | División Central |
| Equipo              | G                | P                | %                | PD               | Casa             | Fuera            | Div              |                  |
| ------------------- | ---------------- | ---------------- | ---------------- | ---------------- | ---------------- | ---------------- | ---------------- | ---------------- |
| y-Indiana Pacers    | 56               | 26               | .683             | –                | 36–5             | 20–21            | 20–8             |                  |
| x-Charlotte Hornets | 49               | 33               | .598             | 7                | 30–11            | 19–22            | 20–8             |                  |
| x-Toronto Raptors   | 45               | 37               | .549             | 11               | 26–15            | 19–22            | 16–12            |                  |
| x-Detroit Pistons   | 42               | 40               | .512             | 14               | 27–14            | 15–26            | 16–12            |                  |
| x-Milwaukee Bucks   | 42               | 40               | .512             | 14               | 23–18            | 19–22            | 16–12            |                  |
| Cleveland Cavaliers | 32               | 50               | .390             | 24               | 22–19            | 10–31            | 8–20             |                  |
| Atlanta Hawks       | 28               | 54               | .341             | 28               | 21–20            | 7–34             | 11–17            |                  |
| Chicago Bulls       | 17               | 65               | .207             | 39               | 12–29            | 5–36             | 5–23             |                  |

## Playoffs

### Primera ronda
Charlotte Hornets vs. Philadelphia 76ers
| Fecha       | Partido                                      | Ciudad     |
| ----------- | -------------------------------------------- | ---------- |
| 22 de abril | Charlotte Hornets 82, Philadelphia 76ers 92  | Charlotte  |
| 24 de abril | Charlotte Hornets 108, Philadelphia 76ers 98 | Charlotte  |
| 28 de abril | Philadelphia 76ers 81, Charlotte Hornets 76  | Filadelfia |
| 1 de mayo   | Philadelphia 76ers 105, Charlotte Hornets 99 | Filadelfia |
|             | Philadelphia 76ers gana las series 3-1       |            |

## Estadísticas

### Temporada regular
| Jugador           | POS | PJ | PT | MJ    | REB | AST | ROB | TAP | PTS   | MPP  | RPP | APP | ROP | TPP | PPP  |
| ----------------- | --- | -- | -- | ----- | --- | --- | --- | --- | ----- | ---- | --- | --- | --- | --- | ---- |
| David Wesley      | PG  | 82 | 82 | 2,760 | 225 | 463 | 109 | 11  | 1,116 | 33.7 | 2.7 | 5.6 | 1.3 | .1  | 13.6 |
| Anthony Mason     | SF  | 82 | 81 | 3,133 | 699 | 367 | 74  | 29  | 948   | 38.2 | 8.5 | 4.5 | .9  | .4  | 11.6 |
| Baron Davis       | PG  | 82 | 0  | 1,523 | 165 | 309 | 97  | 19  | 486   | 18.6 | 2.0 | 3.8 | 1.2 | .2  | 5.9  |
| Elden Campbell    | C   | 78 | 77 | 2,538 | 590 | 129 | 56  | 150 | 987   | 32.5 | 7.6 | 1.7 | .7  | 1.9 | 12.7 |
| Derrick Coleman   | PF  | 74 | 64 | 2,347 | 632 | 175 | 34  | 130 | 1,239 | 31.7 | 8.5 | 2.4 | .5  | 1.8 | 16.7 |
| Eddie Jones       | SG  | 72 | 72 | 2,807 | 343 | 305 | 192 | 49  | 1,446 | 39.0 | 4.8 | 4.2 | 2.7 | .7  | 20.1 |
| Eddie Robinson    | SF  | 67 | 8  | 1,112 | 184 | 32  | 48  | 25  | 471   | 16.6 | 2.7 | .5  | .7  | .4  | 7.0  |
| Brad Miller       | C   | 55 | 4  | 961   | 293 | 45  | 23  | 35  | 423   | 17.5 | 5.3 | .8  | .4  | .6  | 7.7  |
| Ricky Davis       | SG  | 48 | 4  | 570   | 83  | 62  | 30  | 8   | 227   | 11.9 | 1.7 | 1.3 | .6  | .2  | 4.7  |
| Todd Fuller       | C   | 41 | 2  | 399   | 110 | 5   | 9   | 8   | 134   | 9.7  | 2.7 | .1  | .2  | .2  | 3.3  |
| Chucky Brown†     | PF  | 33 | 2  | 494   | 90  | 25  | 12  | 8   | 144   | 15.0 | 2.7 | .8  | .4  | .2  | 4.4  |
| Bobby Phills      | SG  | 28 | 9  | 825   | 71  | 79  | 41  | 8   | 381   | 29.5 | 2.5 | 2.8 | 1.5 | .3  | 13.6 |
| Dale Ellis†       | SG  | 24 | 5  | 240   | 22  | 8   | 7   | 0   | 55    | 10.0 | .9  | .3  | .3  | .0  | 2.3  |
| Michael Hawkins   | PG  | 12 | 0  | 36    | 7   | 13  | 0   | 0   | 8     | 3.0  | .6  | 1.1 | .0  | .0  | .7   |
| Eldridge Recasner | PG  | 7  | 0  | 28    | 4   | 5   | 0   | 0   | 7     | 4.0  | .6  | .7  | .0  | .0  | 1.0  |
| Derek Hood        | PF  | 2  | 0  | 4     | 1   | 0   | 0   | 0   | 0     | 2.0  | .5  | .0  | .0  | .0  | .0   |
| Jason Miskiri     | PG  | 1  | 0  | 3     | 0   | 1   | 0   | 0   | 0     | 3.0  | .0  | 1.0 | .0  | .0  | .0   |

- † Denota jugador que jugó en más de un equipo esa temporada. Las estadísticas solo reflejan su paso por los Hornets.

### Playoffs
| Jugador         | POS | PJ | PT | MJ  | REB | AST | ROB | TAP | PTS | MPP  | RPP  | APP | ROP | TPP | PPP  |
| --------------- | --- | -- | -- | --- | --- | --- | --- | --- | --- | ---- | ---- | --- | --- | --- | ---- |
| Anthony Mason   | SF  | 4  | 4  | 179 | 39  | 22  | 4   | 0   | 50  | 44.8 | 9.8  | 5.5 | 1.0 | .0  | 12.5 |
| Eddie Jones     | SG  | 4  | 4  | 171 | 20  | 19  | 10  | 3   | 68  | 42.8 | 5.0  | 4.8 | 2.5 | .8  | 17.0 |
| Derrick Coleman | PF  | 4  | 4  | 169 | 50  | 14  | 3   | 12  | 81  | 42.3 | 12.5 | 3.5 | .8  | 3.0 | 20.3 |
| David Wesley    | PG  | 4  | 4  | 152 | 12  | 19  | 8   | 0   | 44  | 38.0 | 3.0  | 4.8 | 2.0 | .0  | 11.0 |
| Elden Campbell  | C   | 4  | 4  | 150 | 33  | 4   | 2   | 4   | 57  | 37.5 | 8.3  | 1.0 | .5  | 1.0 | 14.3 |
| Brad Miller     | C   | 4  | 0  | 62  | 13  | 3   | 0   | 3   | 30  | 15.5 | 3.3  | .8  | .0  | .8  | 7.5  |
| Baron Davis     | PG  | 4  | 0  | 57  | 6   | 6   | 4   | 0   | 23  | 14.3 | 1.5  | 1.5 | 1.0 | .0  | 5.8  |
| Eddie Robinson  | SF  | 4  | 0  | 45  | 3   | 4   | 2   | 1   | 12  | 11.3 | .8   | 1.0 | .5  | .3  | 3.0  |

## Galardones y récords
| Jugador     | Galardón                                                                      |
| Eddie Jones | 3.er Mejor quinteto de la NBA 2.º Mejor quinteto defensivo de la NBA All-Star |